# Кресс, Мариана
Мариана Кресс (англ. Mariana Cress, род. 12 августа 1998, Миннеаполис, Миннесота) — маршалловская легкоатлетка, выступавшая в беге на короткие дистанции. Участница летних Олимпийских игр 2016 года, трёхкратный бронзовый призёр Микронезийских игр 2014 года.

## Биография
Мариана Кресс родилась 12 августа 1998 года в американском городе Миннеаполис.
В 2014 году завоевала три бронзовых медали на Микронезийских играх в Понпеи в беге на 100 метров (13,32 секунды), беге на 200 метров (26,99) и эстафете 4х100 метров (53,88).
9 мая 2015 году установила национальные рекорды в беге на 100 метров (12,79) и беге на 200 метров (26,47), однако они не признаются ИААФ официальными.
В 2016 году вошла в состав сборной Маршалловых Островов на летних Олимпийских играх в Рио-де-Жанейро. В беге на 100 метров заняла 6-е место в 1/8 финала, показав результат 13,20 и уступив 0,86 секунды попавшей в четвертьфинал со 2-го места Сисилии Сеавуле из Фиджи.

## Личные рекорды
- Бег на 100 метров — 13,20 (12 августа 2016, Рио-де-Жанейро)[4]
- Бег на 60 метров (в помещении) — 8,51 (19 марта 2016, Портленд)[4]

## Семья
Отец — Роман Кресс (род. 1977), легкоатлет с Маршалловых Островов. Участвовал в летних Олимпийских играх 2008 года.